# Skuhrov (Jablonec nad Nisou-i járás)
Skuhrov település Csehországban, Jablonec nad Nisou-i járásban. Skuhrov Malá Skála, Pěnčín, Maršovice, Železný Brod és Dalešice településekkel határos. Lakosainak száma 628 fő (2024. január 1.).

## Népesség
A település lakosságának változását az alábbi diagram mutatja:
| Lakosok száma | 732  | 820  | 909  | 676  | 554  | 498  | 580  | 587  | 607  | 628  |
|               | 1869 | 1890 | 1921 | 1950 | 1980 | 2001 | 2017 | 2019 | 2022 | 2024 |